# Andrea di Onofrio
Andrea di Onofrio (Firenze, 1388 – Firenze?, 1455 circa) è stato uno scultore italiano.
Conosciuto anche come Andrea di Nofri, è tradizionalmente identificato con quell'Andrea da Firenze detto il Ciccione che a Napoli realizzò opere significative, quali il mausoleo di Ladislao d'Angiò-Durazzo, e al quale è collegato anche un sepolcro realizzato ad Ancona. Altre fonti tuttavia identificano l'autore di tali opere con Andrea Guardi. 

## Biografia

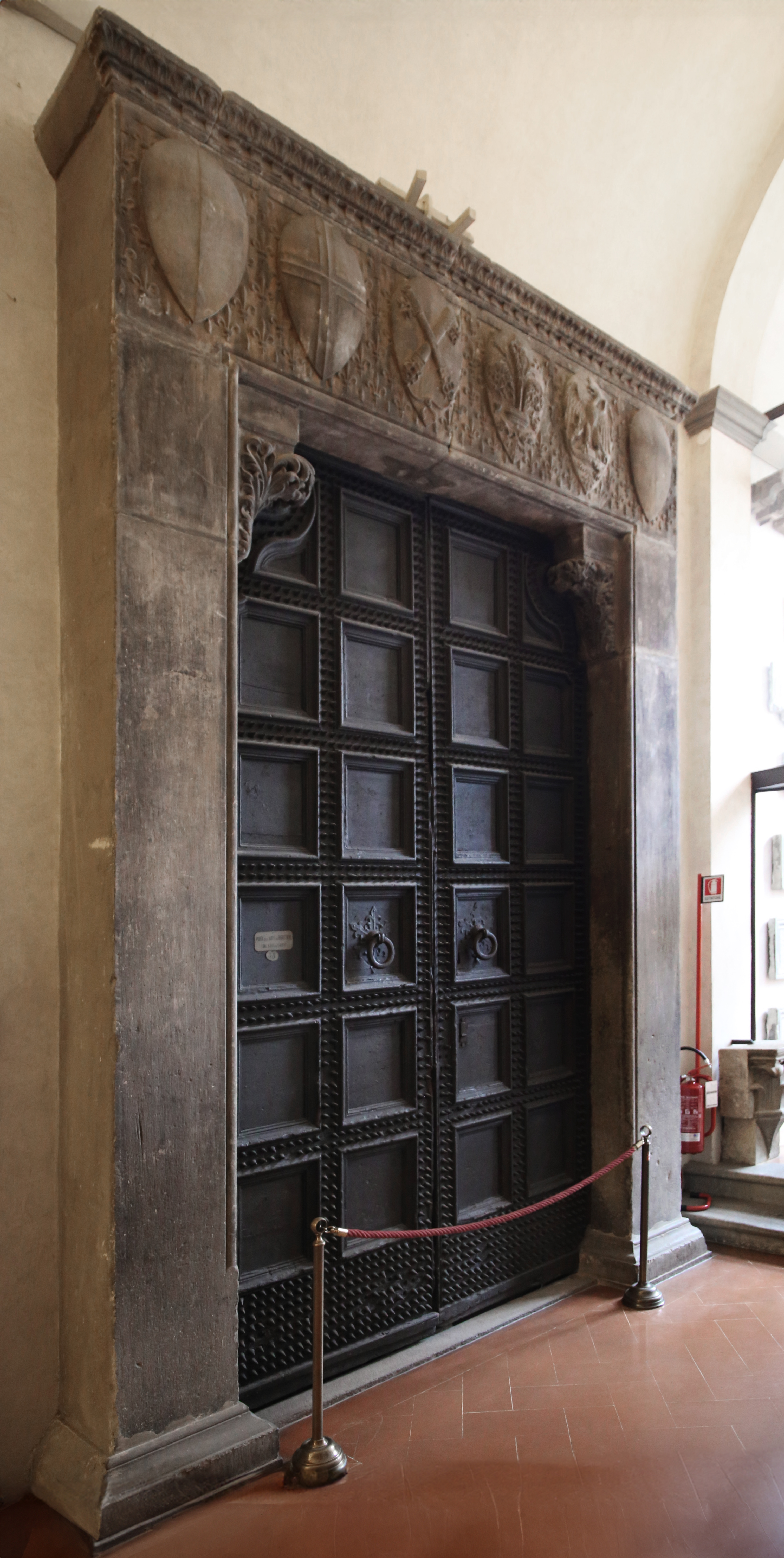
Il portale della Residenza dell'Arte dei Linaioli e Rigattieri

### Origini e primo periodo a Firenze
Le notizie sulla sua attività sono circoscritte ad alcuni documenti che, sebbene accresciuti in anni recenti, permettono di ricostruire solo una parte della sua attività, lasciando lunghi periodi nell'ombra.
Si sa che nacque a Firenze nel 1388, e sebbene contemporaneo di alcuni grandi maestri del nuovo stile del Rinascimento, quali Donatello e Nanni di Banco, la sua formazione dovette orientarsi come scalpellino nelle botteghe tardogotiche, attive in grandi cantieri come il Duomo di Santa Maria del Fiore e Orsanmichele. Un primo documento che lo riguarda risale al 1414, quando venne pagato per il portale della Residenza dell'Arte dei Linaioli e Rigattieri (oggi al lapidario del Museo di San Marco), opera maestosa ma che non esula dall'ambito esclusivamente araldico, a cui sono collegati anche uno stemma col leone di San Marco già sulla facciata dello stesso edificio e un emblema simile per l'Arte degli Oliandoli e Pizzicagnoli (entrambi al museo Bardini). Gli vengono riferiti anche i peducci a foglie d'acqua per la sala dell'Udienza dei Linaioli e Rigattieri, e altri lavori da scalpellino su elementi architettonici in alcuni complessi religiosi cittadini.
Al 1419 risale l'esecuzione di un rilievo sulla porta dell'alloggio di Martino V nel chiostro Grande di Santa Maria Novella, andato perduto nei rifacimenti del XVI secolo. L'anno seguente eseguì alcune statue e ornamenti per la cappella di San Lorenzo nella chiesa di Santa Lucia de' Magnoli (perduti con il rifacimento degli altari dopo la Controriforma). Dovette quindi guadagnarsi nel frattempo una certa fama come scultore se nel 1425 venne chiamato a stimare una statua di Donatello eseguita per il campanile di Giotto (probabilmente il Geremia). In quegli anni dovette legarsi come aiutante alla bottega di Donatello e Michelozzo, trasferendosi in città dove essi spedivano le opere, a cominciare da Prato, dove garanti per i due maestri per la realizzazione del pulpito esterno del Duomo (27 novembre 1428) e dove pare realizzò qualcosa nel chiostro di San Francesco (opere non rintracciabili).

### A Napoli: scultore

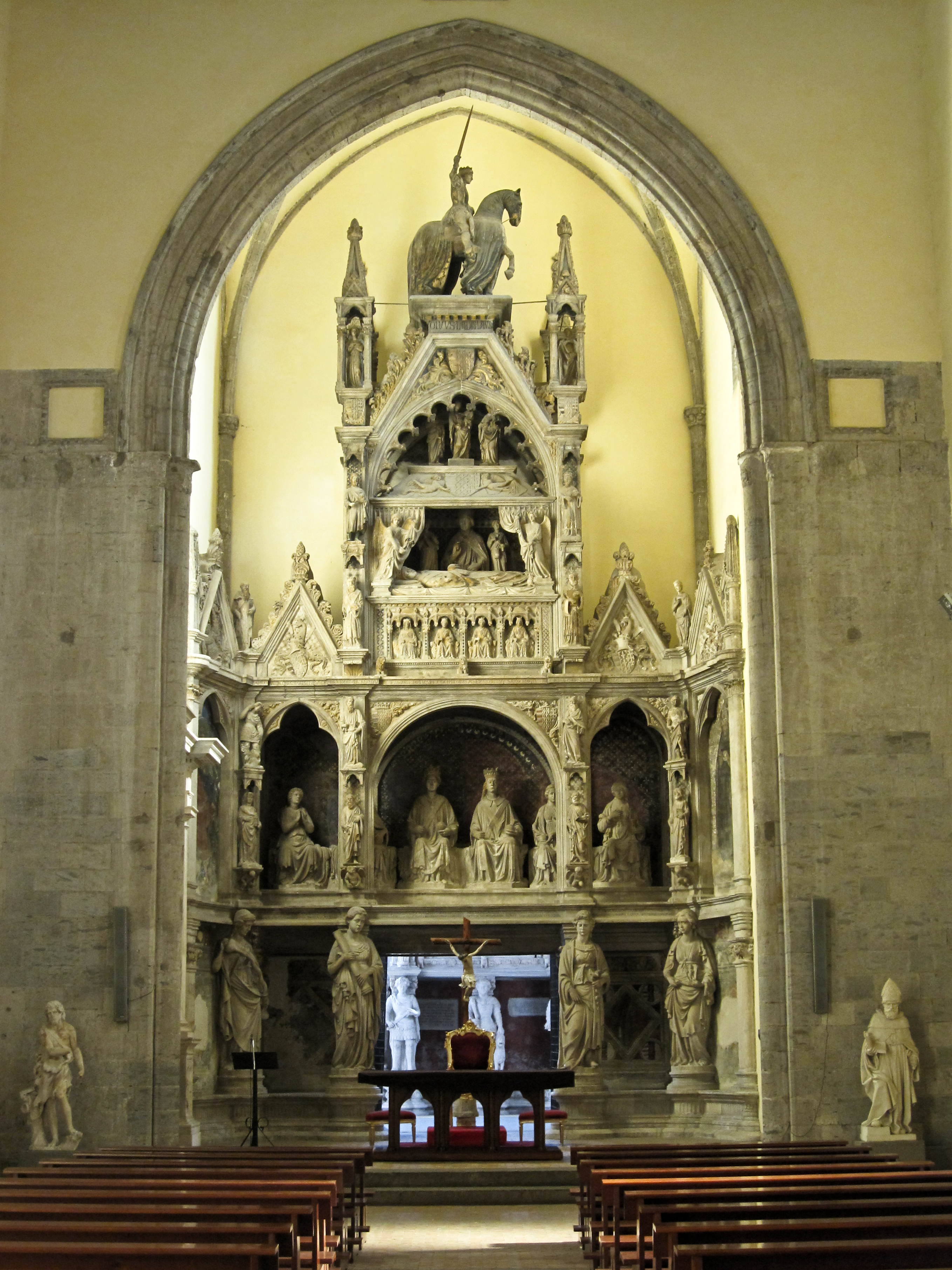
Mausoleo di Ladislao d'angiò-Durazzo

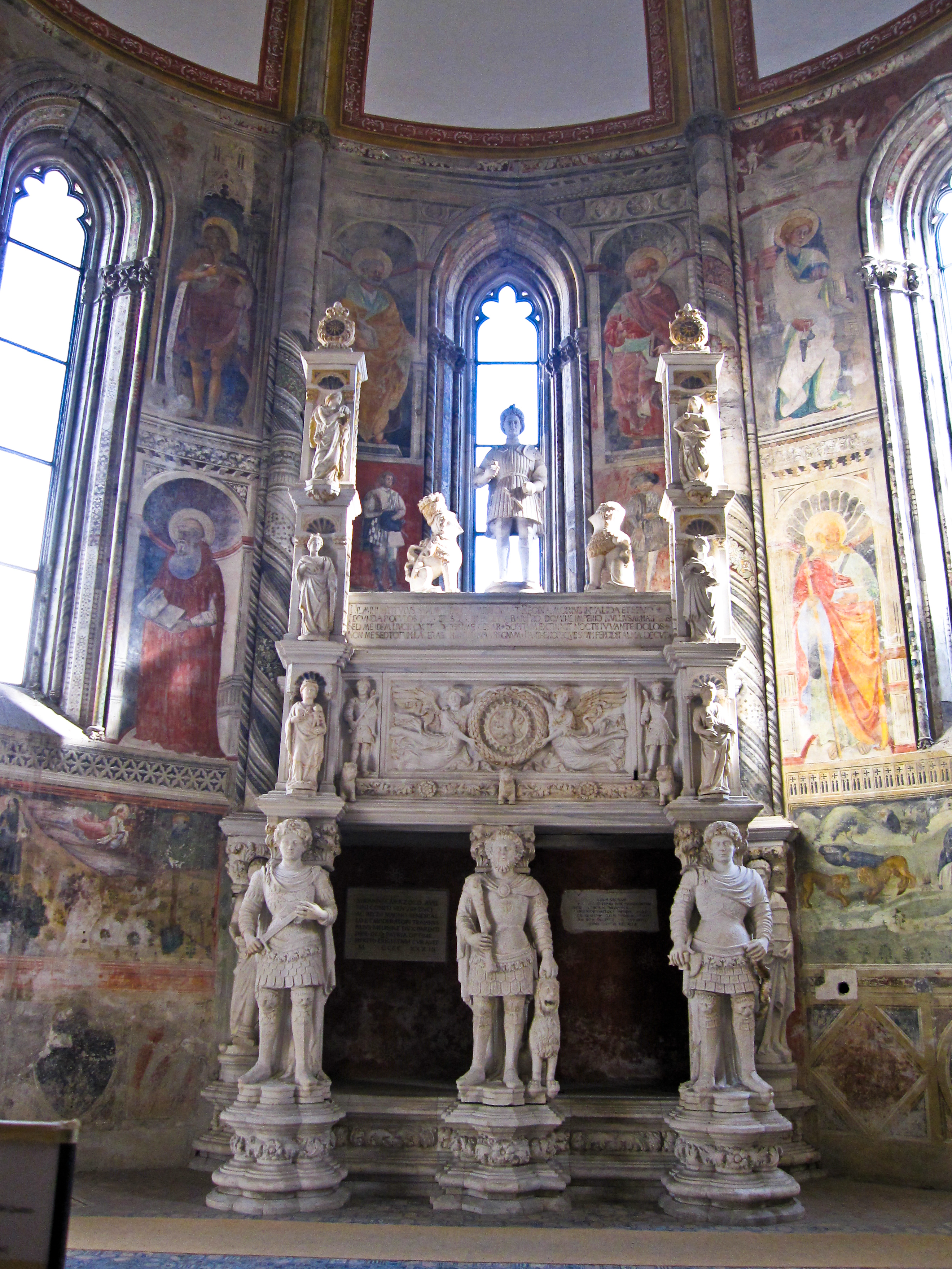
Sepolcro di Sergianni Caracciolo

Andrea di Noferi è tradizionalmente identificato con quell'Andrea da Firenze detto il Ciccione che lavorò ad alcuni prestigiosi monumenti funebri. Studi più recenti individuano tuttavia questa figura in Andrea Guardi. Tutte le opere napoletane e anconetane citate di seguito potrebbero riferirsi a questa seconda figura.
Forse inviato a montare sepolcro del cardinale Rainaldo Brancaccio, un Andrea è comunque registrato a Napoli alla fine del 1428. Qui avrebbe trovato subito lavoro alla decorazione del monumento funebre a Ladislao di Durazzo (m. 1414), nella chiesa di San Giovanni a Carbonara, su incarico della regina Giovanna II, a cui seguì quello del conte Ruggero Sanseverino (m. 1433) nella cappella di Santa Monica, nella stessa chiesa.
L'attribuzione delle parti realizzate da Andrea nel sepolcro di re Ladislao può essere determinata analizzando le caratteristiche stilistiche della più omogenea tomba Sanseverino, nella quale l’artista ha inciso il proprio nome due volte. Il monumento funebre di Ladislao, infatti, mostra segni evidenti della collaborazione di diversi scultori, come dimostra il netto contrasto tra la struttura del basamento e quella della parte superiore. Questo ha portato R. Filangieri di Candida a ipotizzare che l'opera fosse stata avviata prima del 1428 da un altro scultore fiorentino.
La tomba Sanseverino non riflette tanto un’influenza diretta di Nanni di Banco, come suggerito da Adolfo Venturi e dallo stesso Filangieri, né un collegamento con Jacopo della Quercia, come sostenuto da R. Causa sulla base di un'errata identificazione di Andrea di Onofrio con "Andrea di Guido", noto anche come Andrea da Firenze. Piuttosto, l'opera rivela una persistenza di elementi tardo-gotici, solo parzialmente aggiornati con tentativi di adattamento agli stilemi classicheggianti di Donatello, in particolare quelli presenti nelle prime opere di Michelozzo. Questo è particolarmente evidente nelle cariatidi, chiaramente ispirate a quelle del sepolcro del cardinale Brancacci della chiesa di Sant'Angelo a Nilo a Napoli.
Di conseguenza, nel sepolcro di re Ladislao, è possibile attribuire con maggiore probabilità ad Andrea quelle sculture in cui la composizione tardo-gotica si amplia verso una maggiore solidità formale, già influenzata dal gusto donatelliano. Tra queste si annoverano le statue di Ladislao e di Giovanna II d'Angiò, la figura della Prudenza e le piccole allegorie collocate nelle nicchie del secondo e del terzo ordine del tabernacolo.
Andrea, noto anche come Andrea Ciccione secondo il De Dominici e altri antichi storici napoletani, era tradizionalmente ritenuto autore, tra vari monumenti, della tomba di Sergianni Caracciolo nella Cappella Caracciolo del Sole della chiesa di San Giovanni a Carbonara. Tuttavia, questa attribuzione contrasta con le caratteristiche stilistiche sopra analizzate ed era già stata contestata da R. Filangieri, che dimostrò come l'opera fosse stata realizzata non prima del 1441, periodo in cui Andrea si trovava nuovamente a Firenze. Nonostante ciò, R. Causa ha correttamente suggerito che le statuette dell'Angelo Annunciante e dell'Annunciata, collocate nella parte superiore dei pilastri che sorreggono il tabernacolo, possano essere riferite ad Andrea.

### A Napoli: architetto
Parallelamente all'attività di scultore sviluppò qui anche quella di architetto, a partire dalla chiesa di Santa Maria Assunta dei Pignatelli, presso il sedile di Nilo, seguita dalla chiesa della Croce presso Sant'agostino alla Zecca e dalla chiesa di Santa Marta. Lavorò inoltre in numerosi palazzi per l'aristocrazia napoletana (come quello di Bartolomeo di Capua a Forcella), ai chiostri di Monteoliveto, su commissione di Gurello Origlia, a quello di San Severino e al portale della chiesa di San Lorenzo Maggiore.
Gli sono stati attribuiti i progetti della Cappella dei Pontano, che probabilmente furono disegni compiuti qualche anno prima di morire e ritrovati alla fine del secolo quando venne eretta la cappella su commissione di Giovanni Pontano.

### Nelle Marche
In seguito si spostò nelle Marche e ad Ancona realizzò la tomba del vescovo di Senigallia Simone Vigilante (morto nel 1428). L'opera, originariamente collocata nella chiesa di San Francesco alle Scale, venne smembrata nel XVIII secolo, ed oggi se ne conservano dei frammenti nel Museo della città. Secondo quanto riportato dal Buglioni, sulla tomba era incisa un'iscrizione che firmava l'opera come di Andrea da Firenze, che orgogliosamente rivendicava anche la paternità del sepolcro del re Ladislao: "Opus Andreae de Florentia qui etiam sepulchrum regis Ladislai excudit". 

### Rientro a Firenze
Nel 1441 e 1442 Andrea si trovava nuovamente a Firenze, dove era impegnato in lavori presso la cupola di Santa Maria del Fiore, anche se i documenti dell'epoca non ne specificano la natura. Un ulteriore documento del 1453 fa riferimento, sempre a Firenze, a "Andrea Nofri lastrajuolo", mentre nel 1459 risulta che lo scultore fosse già deceduto da alcuni anni.